# عائلة خاتون آبادي
عائلة خاتون آبادي هي إحدى العائلات الشيعية والدينية المشهورة في أصفهان ومن ثم طهران. تولت هذه العائلة منصب إمام الجمعة في أصفهان من القرن الثاني عشر إلى القرن الرابع عشر وإمام الجمعة في طهران من القرن الثالث عشر حتى سقوط الدولة البهلوية. وكان أجدادهم من السادات الحسينيين المقيمين في المدينة المنورة، الذين يعود نسبهم إلى علي بن الحسين، الإمام الرابع للشيعة.